# Gruamonte
Gruamonte est un sculpteur italien de la seconde moitié du XIIe siècle. Il est l'un des premiers artistes identifiés du Duecento émergeant.

## Œuvre
- 1166 : Cavalcade et Adoration des mages (Cavalcata et Adorazione dei Magi), linteau du portail principal de la pieve Sant'Andrea de Pistoia, réalisée avec son frère Deodato[1]
- 1167 : Cène (Ultima cena), église Saint-Jean-hors-les-murs[1]
- 1167 : Le Christ et les douze apôtres (Cristo tra i dodici apostoli), bas-relief qui lui est attribué, église de San Bartolomeo in Pantano[1]

Son style est proche de l'architecture d'original provençale, dans un registre populaire. Son œuvre le lie au sculpteur Guglielmo.

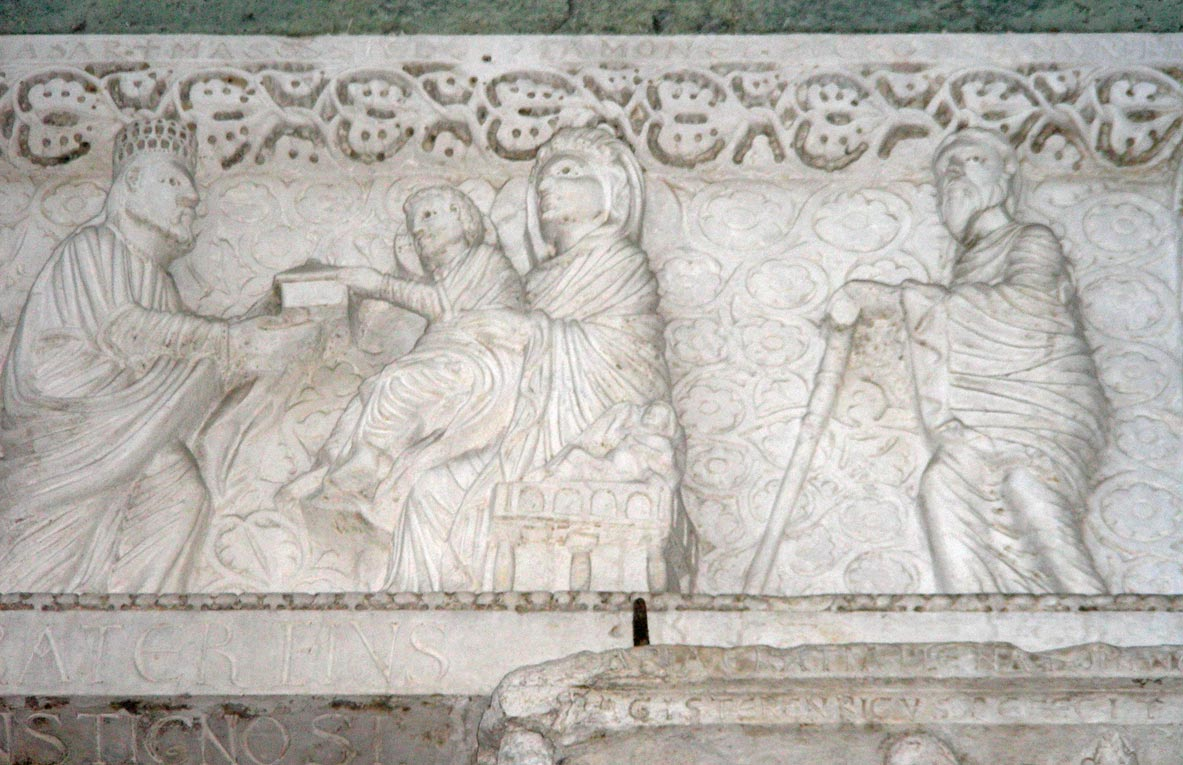
Adoration des mages, pieve Sant'Andrea de Pistoia (1166)
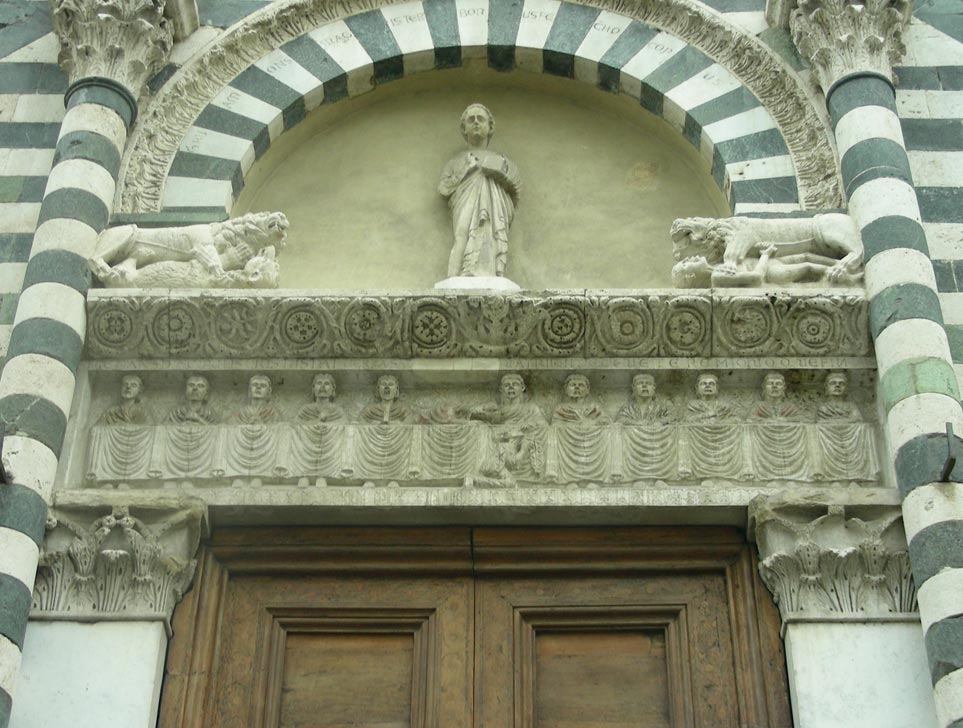
Cène, église Saint-Jean-hors-les-murs (1167)
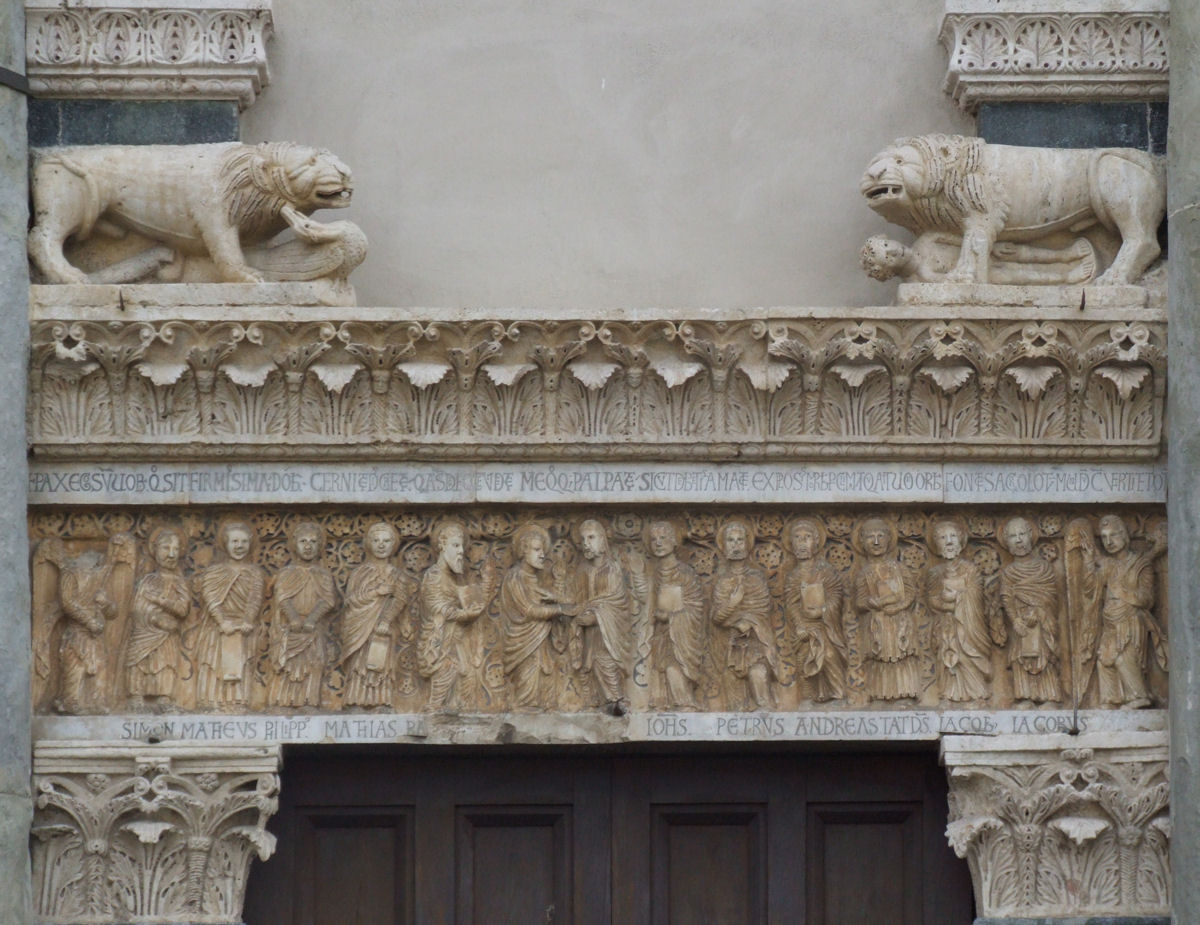
Le Christ et les douze apôtres, église de San Bartolomeo in Pantano (1167)